# Antiquarium di Francavilla di Sicilia
L'Antiquarium di Francavilla di Sicilia è un antiquarium sito nel territorio della città metropolitana di Messina, in Sicilia.
È stato inaugurato il 24 marzo 2007 dal Servizio Archeologico della Soprintendenza di Messina e dall'Amministrazione Comunale di Francavilla di Sicilia e si trova in una palazzina di Via Liguria, una volta adibita a scuola.

## Collezione
Conserva alcuni reperti greci ritrovati dal 1979 ad oggi a Francavilla di Sicilia, e forse appartenenti all'antico sito di Kallipolis, su cui gli archeologi indagano ancora.
L'antiquarium si sviluppa in cinque sale: nella prima viene introdotta la storia della Valle dell'Alcantara tramite pannelli didattici, nelle seguenti quattro sale si possono studiare i reperti riferiti all'Antica Necropoli, al santuario di Demetra e Kore e all'antico nucleo abitato greco.

## Orari
L'antiquarium è aperto:
Lunedì dalle 8:30 alle 13:30;
Martedì dalle 8:30 alle 13:30 e dalle 15:00 alle 18:00;
Mercoledì dalle 8:30 alle 13:30;
Giovedì dalle 8:30 alle 13:30 e dalle 15:00 alle 18:00;
Venerdì dalle 8:30 alle 13:30.
Dal 20 giugno 2018 
Sabato e Domenica dalle 8:30 alle 13:30 e dalle 15:00 alle 18:00

## Come arrivare
All'antiquarium ci si può arrivare con i mezzi pubblici di AST e EtnaTrasporti da Catania, o con Interbus da Messina.